# 霊光郡

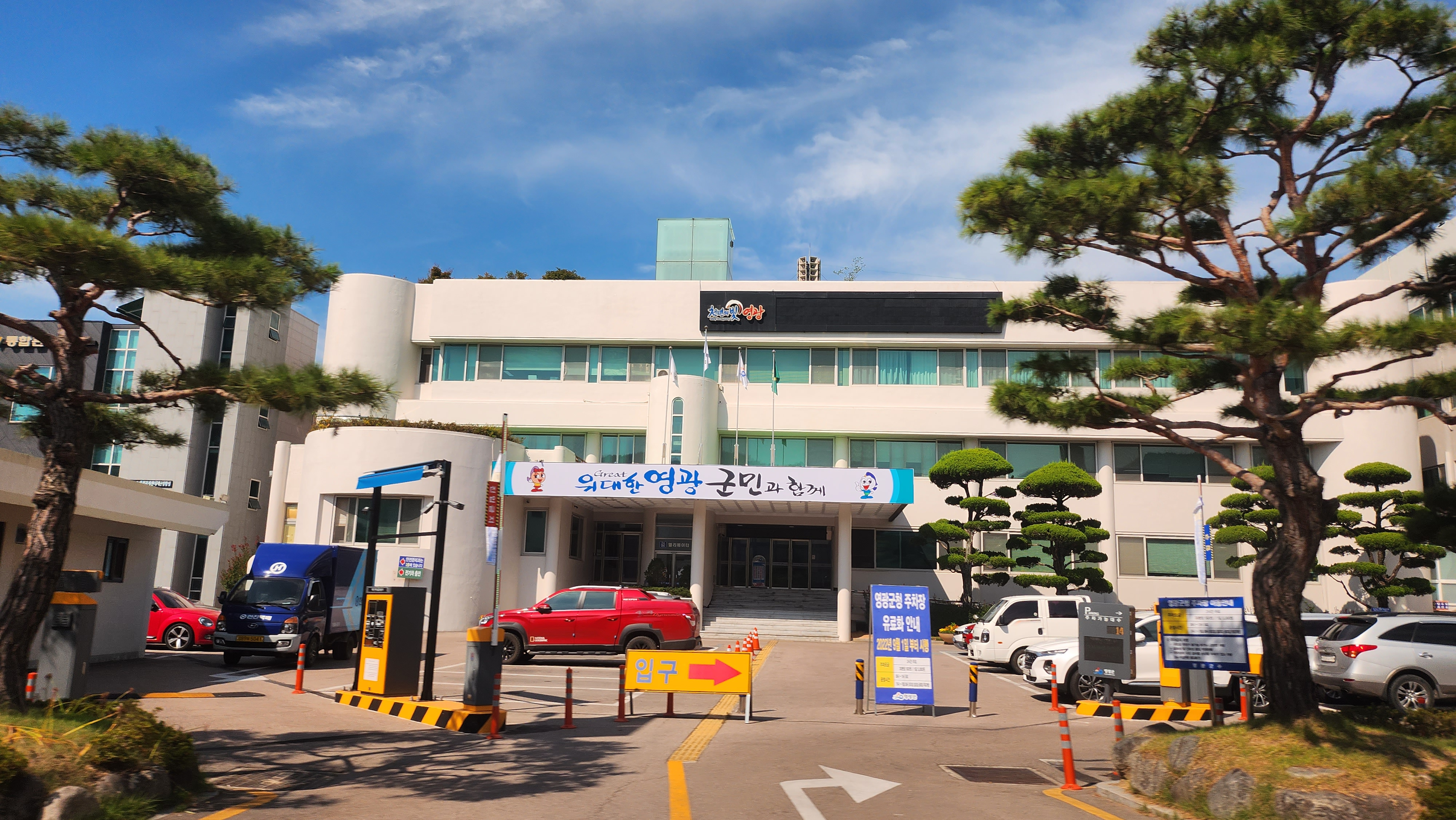
霊光郡庁

霊光郡（ヨングァンぐん）は、大韓民国の全羅南道の北西部にある郡である。黄海に面しており、また北辺を全北特別自治道に接している。
1986年から霊光原子力発電所が稼動し、現在では6基の原子炉がある韓国最大の原子力発電所である。また太陽光発電所の建設計画もある。合計特殊出生率が国内の中で1番高い郡である。

## 歴史
- 本来は百済の武尸伊郡であった。
- 757年 - 武霊郡に改称されて高敞県・茂松県・長沙県を管轄した。
- 940年（高麗太祖23年） - 武霊郡が霊光郡に改称した。高敞県は古阜郡に編入され、功城郡が長城県に降格され、その属県だった森溪県と一緒に霊光の属県となり、押海郡の属県だった陸昌県・臨淄県、務安郡の属県だった海際県・咸豊県・牟平県が霊光の属県となった。羅州の属県である押海県が霊光に編入されたが、間もなく羅州へ返還された。
- 1172年 - 長城県と咸豊県が州県に昇格した。後に長沙県が州県に昇格し、茂松県が長沙に編入された。
- 1392年 - 押海県が咸豊県に編入された。
- 1409年 - 牟平県と咸豊県と合併して咸平県になった。この年に全羅道のすべての属県・所・部曲が廃止され、残っていた森溪県・陸昌県・臨淄県・大安郷・望雲郷・陳良部曲・弘農部曲・貢牙部曲がすべて廃止された。
- 1895年には全州府霊光郡、1896年には全羅南道霊光郡となる。霊光郡が管轄していた島嶼は新設の智島郡に編入。（27面）
  - 東部面、西部面、道内面、南竹面、官山面、今麻面、奉山面、九水面、監所面、元山面、麻山面、外間面、馬村面、畝長面、黄良面、仏甲面、大安面（旧・大安郷）、望雲面（旧・望雲郷）、陳良面（旧・陳良部曲）、弘農面（旧・弘農部曲）、陸昌面（旧・陸昌県）、県内面、内東面、外東面、外西面、森南面、森北面（以上の6面は旧・森溪県）
- 1906年 - 県内面・内東面・外東面・外西面・森南面・森北面が長城郡に、望雲面が務安郡にそれぞれ編入。（20面）
- 1914年4月1日 - 郡面併合により、智島郡蝟島面・落月面が霊光郡に編入。霊光郡に以下の面が成立。[2]（12面）
  - 霊光面・白岫面・弘農面・法聖面・大馬面・畝良面・仏甲面・郡西面・郡南面・塩山面・蝟島面・落月面

| 朝鮮総督府令第111号          |            |
| 旧行政区画                   | 新行政区画 |
| 霊光郡東部面、道内面         | 霊光面     |
| 霊光郡西部面、南竹面、官山面 | 郡西面     |
| 霊光郡今麻面、奉山面、九水面 | 白岫面     |
| 霊光郡塩所面、元山面         | 塩山面     |
| 霊光郡麻山面、外間面、陸昌面 | 郡南面     |
| 霊光郡畝長面、黄良面         | 畝良面     |
| 霊光郡大安面、馬村面         | 大馬面     |
| 霊光郡陳良面                 | 法聖面     |
| 霊光郡弘農面                 | 弘農面     |
| 霊光郡仏甲面                 | 仏甲面     |
| 智島郡落月面                 | 落月面     |
| 智島郡蝟島面                 | 蝟島面     |
- 1916年4月1日 （12面）
  - 大馬面金洞・福洞・支庄里の各一部が全羅北道高敞郡大山面に編入。
  - 全羅北道高敞郡大山面小星里・川辺里・春山里の各一部が大馬面に編入。
- 1955年7月1日 - 霊光面が霊光邑に昇格。[3]（1邑11面）
- 1963年 - 蝟島面が全羅北道扶安郡に編入。（1邑10面）
- 1967年5月6日 - 落月面鞍馬出張所を設置。
- 1980年12月1日 - 白岫面が白岫邑に昇格。[4]（2邑9面）
- 1983年2月15日 [5]（2邑9面）
  - 郡南面の梧東里・玉瑟里が塩山面に編入。
  - 郡西面の緑沙里・松林里・新河里・鶴丁里が霊光邑に編入。
- 1985年10月1日 - 弘農面が弘農邑に昇格。[6]（3邑8面）
- 1987年1月1日
  - 塩山面の盤安里・月興里が郡南面に編入。
  - 郡西面甫羅里の一部（歳月村）が霊光邑鶴丁里に編入。

## 地理
霊光郡は全羅南道西部の最北端に位置しており、東部の山岳地帯と西部の平野という特性を持ち、リアス式海岸が発達している。
夏は海洋性気候の影響により高温多湿、冬は大陸性気候により寒冷で乾燥している。日照時間が長く農作物の生産に適しており、風が強く降雪量が多い地域でもある。

## 行政

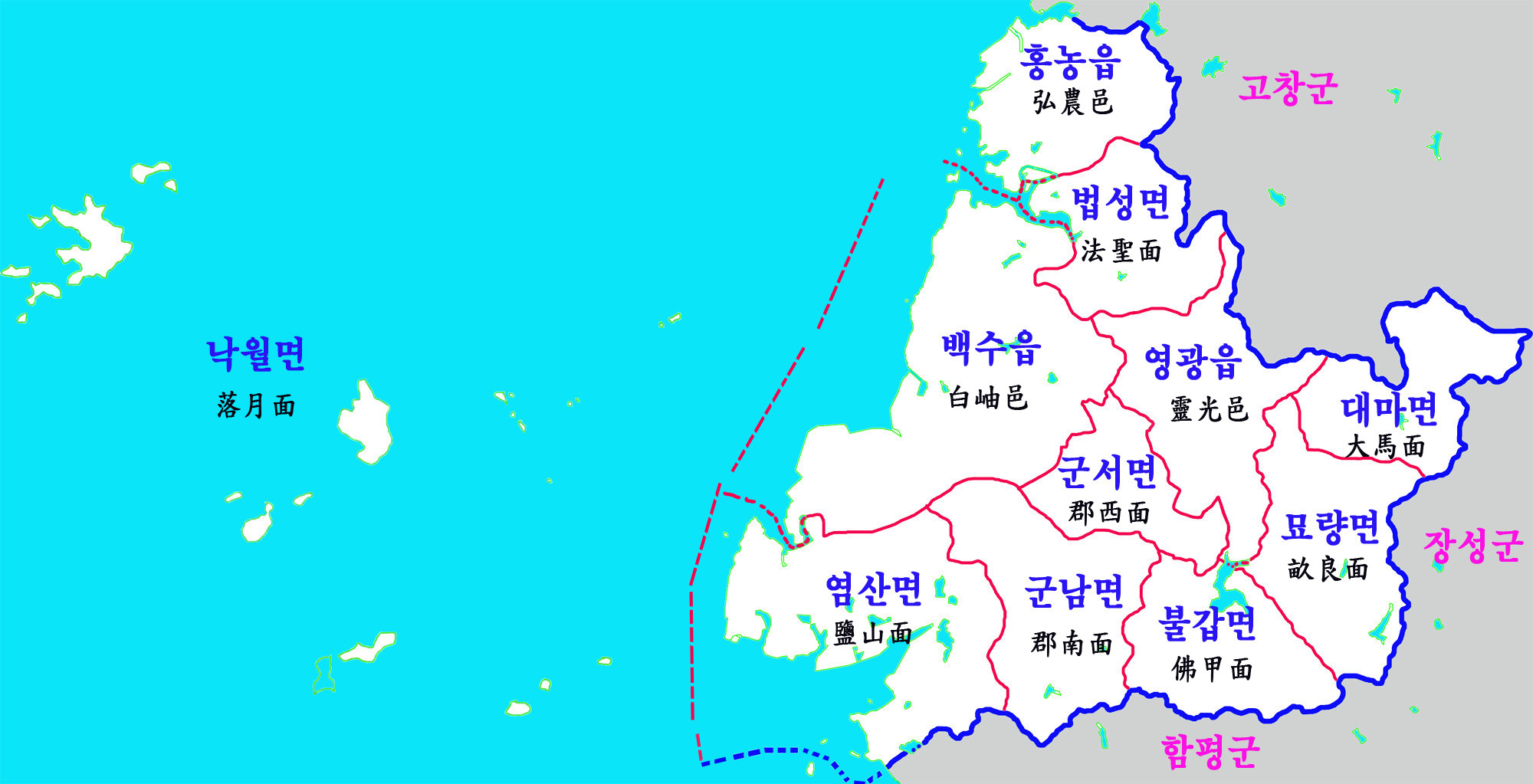
行政区域図

### 行政区域
| 邑・面 | 法定里 |
| ------ | --- |
| 霊光邑 | 武霊里、白鶴里、南川里、道東里、校村里、連城里、月坪里、丹朱里、徳湖里、新月里、良坪里、臥龍里、桂松里、立石里、牛坪里、緑沙里、鶴丁里、松林里、新河里 |
| 白岫邑 | 九岫里、吉龍里、論山里、大新里、大田里、栢岩里、上沙里、薬水里、良城里、荘山里、竹寺里、芝山里、川馬里、天定里、下沙里、学山里、虹谷里                 |
| 弘農邑 | 可谷里、桂馬里、丹徳里、上下里、城山里、新石里、月岩里、真徳里、七谷里                                                                                 |
| 法聖面 | 大徳里、徳興里、法聖里、三堂里、新庄里、用徳里、龍城里、月山里、笠岩里、鎮内里、化千里                                                                 |
| 大馬面 | 南山里、福坪里、城山里、松竹里、元興里、月山里、洪橋里、禾坪里                                                                                         |
| 畝良面 | 徳興里、三鶴里、三孝里、新川里、連岩里、嶺陽里、雲堂里、月岩里                                                                                         |
| 仏甲面 | 建武里、金鶏里、鹿山里、母岳里、放馬里、富春里、生谷里、順龍里、双雲里、顔孟里、牛谷里、鷹峰里、自秘里                                                 |
| 郡西面 | 加沙里、南渓里、南竹里、徳山里、馬邑里、晩谷里、万金里、梅山里、甫羅里、松鶴里                                                                         |
| 郡南面 | 浦川里、東澗里、道長里、白羊里、東月里、雪梅里、暘徳里、大徳里、龍岩里、南昌里、月興里、盤安里                                                         |
| 塩山面 | 斗牛里、奉南里、上渓里、松岩里、新星里、野月里、梧桐里、玉瑟里、丑東里                                                                                 |
| 落月面 | 角耳里、上落月里、石蔓里、松耳里、新基里、嶺外里、梧島里、月村里、壬丙里、竹島里、下落月里                                                             |

### 警察
- 霊光警察署

### 消防
- 霊光消防署
  - 弘農119安全センター

## 交通

### 高速道路
- 西海岸高速道路
  - 霊光インターチェンジ

### 国道
- 国道22号線 (韓国)（朝鮮語版）
- 国道23号
- 国道24号線 (韓国)
- 国道77号

## 著名な出身者
- 姜沆 文官・義兵将
- 李洛淵　政治家・国務総理(首相)